# Лёгкий пехотный полк
Лёгкий пехотный полк (англ. The Light Infantry) — пехотный полк Британской армии, входивший в состав Лёгкой дивизии. Полк был одним из четырёх «больших» полков, сформированных после «Белой книги обороны» 1966 года путем объединения подразделений Лёгкой пехотной бригады. Первоначально состоявший из четырёх батальонов, позже он был сокращён до трёх батальонов и, наконец, объединён со Стрелками всего с двумя батальонами, которые стали 5-м и 3-м батальонами, соответственно.

## История
Полк был сформирован 10 июля 1968 года как большой полк (Large regiment) путём объединения четырёх оставшихся полков лёгкой пехоты Лёгкой пехотной бригады:
- Сомерсетский и корнуолльский лёгкий пехотный полк[англ.] (Somerset and Cornwall Light Infantry)
- Собственный Его Величества йоркширский лёгкий пехотный полк[англ.] (King’s Own Yorkshire Light Infantry)
- Его Величества шропширский лёгкий пехотный полк[англ.] (King's Shropshire Light Infantry)
- Даремский лёгкий пехотный полк[англ.] (Durham Light Infantry)

31 марта 1969 года 4-й батальон Лёгкого пехотного полка (ранее Даремский лёгкий пехотный полк) был расформирован, оставив три регулярных батальона.
Полк действовал на протяжении всех волнений в Северной Ирландии, когда восемь солдат полка погибли во время взрыва автобуса в Баллиголи.
Остальные батальоны оставались на вооружении до 1993 года, когда они объединились в два батальона, переименованных в 1-й и 2-й батальоны.

## Территориальная армия
Добровольцы Лёгкого пехотного полка были сформированы в Территориальной армии 1 апреля 1967 года из территориальных батальонов четырёх предшествующих полков. 1 августа 1972 года он был переименован в 5-й батальон Лёгкого пехотного полка. В 1981 году она потеряла свою корнуолльскую роту и свою последнюю даремскую роту, а в 1987 году потеряла свои йоркширские роты. 1 июля 1999 года она была объединена, чтобы сформировать две роты нового Уэст-Мидлендского полка (West Midlands Regiment). Уэст-Мидлендский полк был объединён в 4-й батальон Мерсийского полка в 2007 году. Рота E (LI) 4-го батальона Мерсийского полка была переведена в недавно сформированный 8-й батальон стрелков в ноябре 2017 года.
- 6-й батальон был сформирован в Сомерсете и Корнуолле 1 апреля 1971 года. 1 июля 1999 года она объединилась, чтобы сформировать две роты добровольцев из нового полка Стрелков-добровольцев (Rifle Volunteers).[5]
- 7-й батальон был сформирован в Дареме и Йоркшире 1 апреля 1975 года. Она начала набирать персонал из Дарема только в 1981 году. 1 июля 1999 года она была объединена в одну роту нового Тайн-Тисского полка (Tyne-Tees Regiment).[6]
- 8-й батальон был сформирован в Йоркшире 1 января 1987 года. 3 августа 1996 года он был преобразован в разведывательное подразделение в качестве Королевских Йоркширских йоменов. 1 июля 1999 года она была объединена в одну роту нового Восточно- и Западнорайдингского полка (East and West Riding Regiment).[7]

## Объединение
В декабре 2004 года было объявлено, что в рамках запланированной реорганизации армии, опубликованной в журнале «Обеспечение безопасности в меняющемся мире», Лёгкий пехотный полк получит новый батальон путём объединения с Девонширским и дорсетским полком и глостерширскими подразделениями Королевского глостерширского, беркширского и уилтширского полка. Однако 24 ноября 2005 года Министерство обороны дополнительно объявило, что после обсуждений Лёгкий пехотный полк, Девонширский и дорсетский полк, Королевский глостерширский, беркширский и уилтширский полк и Королевский полк зелёных курток — все эти четыре полка должны были объединиться в единый большой полк, получивший название Стрелковый полк. Новый полк был сформирован 1 февраля 2007 года, 1-й батальон стал 5-м батальоном Стрелкового полка, 2-й батальон стала 3-м батальоном Стрелкового полка.